# 達德利維爾 (伊利諾伊州)
達德利維爾（英語：Dudleyville）是位於美國伊利諾伊州邦德縣的一個非建制地區。該地的面積和人口皆未知。

## 地理
達德利維爾的座標為38°49′26″N 89°25′05″W / 38.82389°N 89.41806°W，而該地的平均海拔高度為158米（即518英尺）。